# Ilyodon xantusi
Ilyodon xantusi és una espècie de peix de la família dels goodèids i de l'ordre dels ciprinodontiformes.

## Hàbitat
És un peix d'aigua dolça, de clima tropical i demersal.

## Distribució geogràfica
Es troba a Centreamèrica: és una espècie de peix endèmica de les conques dels rius Armeria i Coahuayana.

## Observacions
És inofensiu per als humans.